# Dein ist mein ganzes Herz
Dein ist mein ganzes Herz (conosciuta in italiano con il titolo Tu che m'hai preso il cuor) è una romanza tratta dall'operetta Il paese del sorriso (Das Land des Lächelns) musicata da Franz Lehár su libretto di Ludwig Herzer e Fritz Löhner-Beda (per l'Italia Edizioni Suvini Zerboni), andata in scena per la prima volta al Metropol-Theater di Berlino il 10 ottobre 1929 con Richard Tauber.

## Evergreen
In versione originale il titolo è Dein ist mein ganzes Herz, mentre in lingua inglese è conosciuta con quello di You are my heart's delight.
Soprattutto per il ritornello, il brano gode di notorietà con vita a sé stante tanto da essere entrato — come standard — nel repertorio della musica popolare. È stato inciso in numerose versioni sia da cantanti lirici che interpreti di musica leggera. Come brano avulso dal contesto operettistico è interpretato prevalentemente da artisti maschili.

## Contenuto
Il brano è, nella sua versione originale, un duetto d'amore per soprano e tenore che impersonano in scena i protagonisti dell'operetta di Lehar: la giovane occidentale Lisa ed il principe cinese Sou-Chong. I due innamorati, disposti a inseguirsi tra Vienna e la Cina, sfidano le difficoltà derivanti dalle diverse culture ma alla fine non riusciranno a trovare l'amore eterno.

## Versione italiana
Nella poetica in lingua italiana che si rifà agli stilemi dell'opera lirica in voga negli anni venti, il ritornello del tenore - che funziona nell'economia del testo come intermezzo declamato - restituisce appieno il senso del sentimento amoroso che unisce i due giovani protagonisti e fa di questo brano uno dei classici delle canzoni per innamorati:

## Versione originale in tedesco
Dein ist mein ganzes Herz!

Wo du nicht bist, kann ich nicht sein.

So, wie die Blume welkt,

wenn sie nicht küsst der Sonnenschein!

Dein ist mein schönstes Lied,

weil es allein aus der Liebe erblüht.

Sag mir noch einmal, mein einzig Lieb,

oh sag noch einmal mir:

Ich hab dich lieb!
Wohin ich immer gehe,

ich fühle deine Nähe.

Ich möchte deinen Atem trinken

und betend dir zu Füssen sinken,

dir, dir allein! Wie wunderbar

ist dein leuchtendes Haar!

Traumschön und sehnsuchtsbang

ist dein strahlender Blick.

Hör ich der Stimme Klang,

ist es so wie Musik.
Dein ist mein ganzes Herz!

Wo du nicht bist, kann ich nicht sein.

So, wie die Blume welkt,

wenn sie nicht küsst der Sonnenschein!

Dein ist mein schönstes Lied,

weil es allein aus der Liebe erblüht.

Sag mir noch einmal, mein einzig Lieb,

oh sag noch einmal mir:

Ich hab dich lieb!
Eseguito spesso nei concerti con musiche da operette, il motivo è stato utilizzato anche per accompagnare spot pubblicitari.

## Interpreti internazionali
- Patrizio Buanne (album Wunderbar del 2012)
- Fritz Wunderlich
- Plácido Domingo
- José Carreras
- Stuart Burrows
- Jonas Kaufmann
- Max Raabe
- Oscar Peterson
- James Last
- Frank Sinatra
- Glenn Miller Orchestra

## Interpreti italiani

### Lirici
- Mario Lanza
- Giuseppe Di Stefano
- Mario Del Monaco
- Luciano Pavarotti
- Giuseppe Sabbatini
- Franco Corelli
- Franco Bonisolli (In lingua originale)
- Lia Origoni

### Pop
- Claudio Villa
- Manuela Villa
- Fausto Papetti (versione strumentale incisa nel 1961 per la durium)
- Nini Rosso versione strumentale incisa nel 1966 per l'album Romantico (Sprint, Spl. A 6004)
- Ornella Vanoni
- Milva (versione in tedesco, contenuta nell'album Dein ist mein ganzes herz)
- Al Bano
- Meteors (1964)
- Mal (1975) (RCA Italiana, TPBO 1151) inserita nell'album I successi di Mal dell'anno successivo (RCA Italiana, TNL1 3024)
- Gianni Morandi (in Gianni 3, 1966, poi 1968; arrangiamento di Mario Panzeri e Giuseppe Rastelli, poi nel programma televisivo del 1999 di Rai 1 C'era un ragazzo, in duo con Giuseppe Sabbatini)
- Laura Pausini (in duo con Luciano Pavarotti al Pavarotti & Friends del 1999 e del 2003)